# 416e division d'infanterie
La  416e division d'infanterie est une des divisions d'infanterie de la Wehrmacht durant la Seconde Guerre mondiale.

## Création et différentes dénominations
La division fut créée le 20 décembre 1941 au Danemark. Elle dépendait du Wehrkreis XI, dont le siège se trouvait à Hanovre.
- Janvier 1942 : Kommandeur der deutschen Truppen in Dänemark. Division stationnée à Aalborg
- Octobre 1944 : Intégré au LXXXII. Armeekorps, 1. Armee, groupe d'armée G. Division stationnée en Sarre-palatinat.
- Janvier 1945 : Intégré au LXXXII. Armeekorps, 1. Armee, groupe d'armée G. Division stationnée en Sarre-palatinat.
- Avril 1945 : Intégré au LXXXII. Armeekorps, 7. Armee, groupe d'armée G. Division stationnée en Rhénanie (Hunsrück).

## Composition
La 416. Infanterie-Division du Generalleutnant Kurt Pflieger avait à l’automne 1944 été transférée du Danemark où elle avait été utilisée comme division de sécurité. Rattachée à la Première armée début octobre, elle devait sur le front lorrain soulager la 48. Infanterie-Division.

## Théâtres d'opérations
- Octobre 1944 : Campagne de Lorraine. Composée de malades sans expérience du feu, ou de convalescents, la division est surnommée Schlagsahne-Division par l'OKH, la division "Crème fouettée", faisant référence au régime hyper-calorique de la plupart de ses hommes. Elle remplace la 559. Volksgrenadier-Division sur le front, et son rôle est purement statique. Friedrich von Mellenthin dit s'en servir uniquement dans un rôle défensif[2].